# Перелік ударів по житловій забудові під час російського вторгнення (листопад 2022)
Удари по житловій забудові України під час російсько-української війни — воєнний злочин, скоєний російськими військовими під час повномасштабного військового вторгнення в Україну.
У переліку подано інформацію про удари по житловій та громадській забудові яка була опублікована у відкритих джерелах. Подано інформацію про атаки протягом листопада 2022 року.

## Загальна інформація
Згідно моніторингової місії ООН з прав людини в Україні відомо про 189 загиблих цивільних українців протягом листопада 2022 року.

### Руйнування населених пунктів прилеглих до лінії зіткнення
У населених пунктах які знаходяться біля лінії бойового зіткнення, постійно відбуваються обстріли житлової та іншої цивільної забудови (у тому числі медичних установ, навчальних закладів, комерційної забудови). Впродовж листопада 2022 року, обстріли відбувалися вздовж прикордонних громад Чернігівщини, Сумщини, та Харківщини, а також громад Запорізької, Дніпропетровської, Херсонської та Миколаївської областей із використанням ракет, безпілотників, мінометів, артилерії, реактивних систем залпового вогню, вогнем бронетехніки та стрілецької зброї.
Вздовж державного кордону:
- У Чернігівській області — Корюківська, Новгород-Сіверська, Семенівська, Сновська громади.
- У Сумській області — Білопільська, Великописарівська, Глухівська, Краснопільська, Миропільська, Новослобідська, Путивльська, Хотінська, Юнаківська громади.
- У Харківській області — Вільхуватська, Вовчанська, Дворічанська, Дергачівська, Золочівська, Липецька громади

Між тимчасово окупованою територією:
- У Харківській області — Борівська, Дворічанська, Ізюмська, Кіндрашівська, Куп'янська, Курилівська, Оскільська, Петропавлівська громади
- У Луганській області — Красноріченська, Лисичанська громади
- У Донецькій області — Званівська, Сіверська громади
- У Запорізькій області —
- У Херсонській області —
- У Миколаївській області —

## Перелік
Червоним кольором позначені атаки у яких відомо про загибель людей.

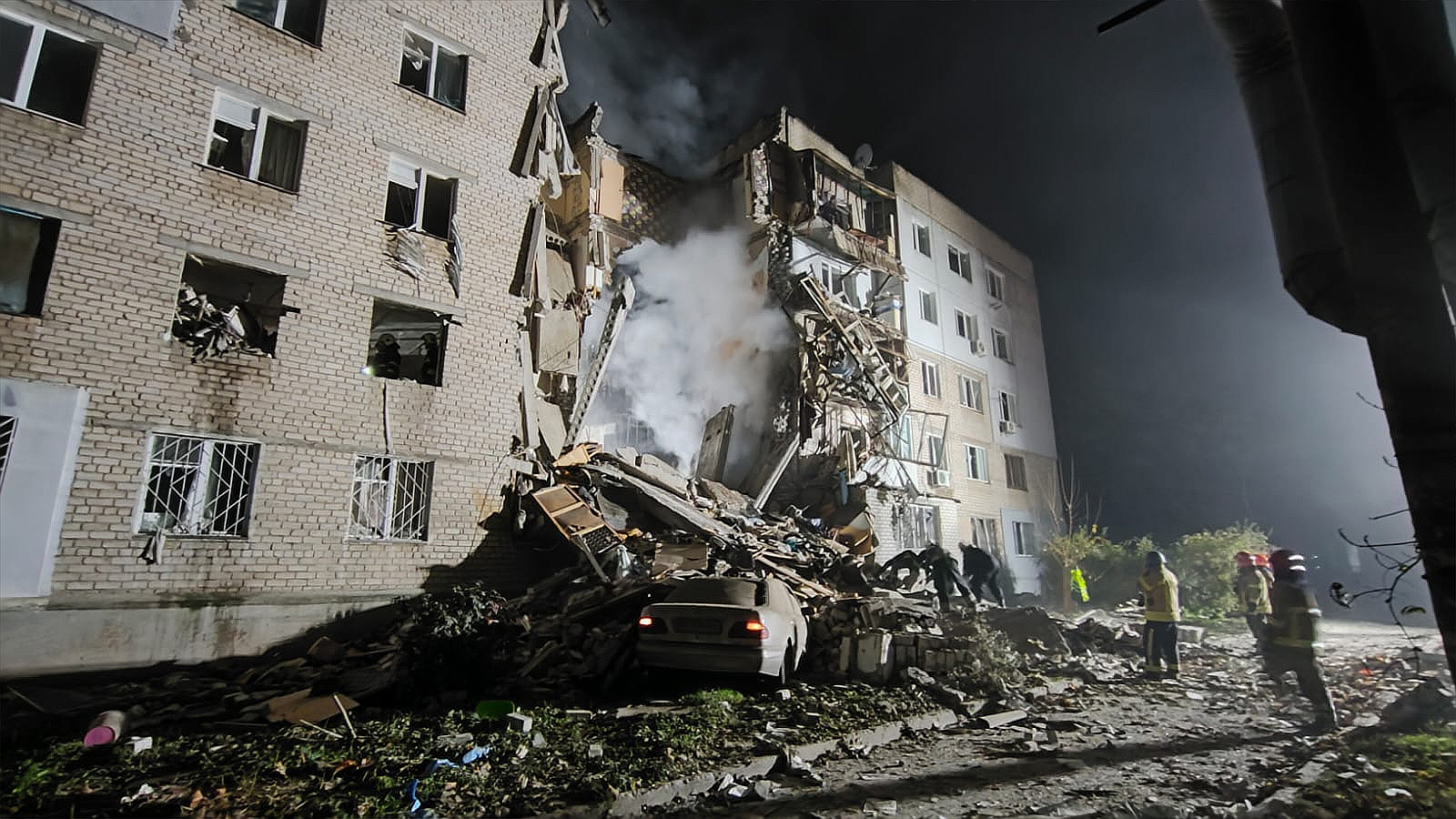
Будинок у Миколаєві, обстріляний 11 листопада

| дата і місце                                         | дата і місце                     | дата і місце                     | тип зброї     | подробиці атаки, жертви (загиблі/поранені) | подробиці атаки, жертви (загиблі/поранені) |
| ---------------------------------------------------- | -------------------------------- | -------------------------------- | ------------- | ------------------------------------------ | ------------------------------------------ |
| 01/11                                                | Миколаїв                         | Миколаїв                         | С-300         | цивільна інфраструктура                    | 1/0                                        |
| 01/11                                                | Дніпро                           | Дніпро                           | Shahed 136    | влучання у цивільні будівлі                | —                                          |
| 03/11                                                | Харків                           | Харків                           | С-300         | цивільна інфраструктура                    | —                                          |
| 03/11                                                | Миколаїв                         | Миколаїв                         | С-300         | цивільна інфраструктура                    | —                                          |
| 04/11                                                | Донецька обл., Покровськ         | Донецька обл., Покровськ         | ракетний удар | цивільна інфраструктура                    | 1/6                                        |
| 06/11                                                | Запоріжжя                        | Запоріжжя                        | С-300         | цивільна інфраструктура                    | 1/0                                        |
| 08/11                                                | Запорізька обл., Запорізький р-н | Запорізька обл., Запорізький р-н | С-300         | цивільна інфраструктура, пустир            | —                                          |
| 09/11                                                | Донецька обл., Курахове          | Донецька обл., Курахове          | С-300         | цивільна інфраструктура                    | —                                          |
| 09/11                                                | Харківська обл., Купʼянськ       | Харківська обл., Купʼянськ       | С-300         | цивільна інфраструктура                    | —                                          |
| 11/11                                                | Миколаїв                         | Миколаїв                         | С-300         | цивільна інфраструктура                    | 6/2                                        |
| 13/11                                                | Харківська обл., Шевченкове      | Харківська обл., Шевченкове      | С-300         | цивільна інфраструктура                    | 0/2                                        |
| 13/11                                                | Донецька обл., Курахове          | Донецька обл., Курахове          | ракетний удар | цивільна інфраструктура                    | —                                          |
| Масований ракетний обстріл України 15 листопада 2022 |                                  |                                  |               |                                            |                                            |
| 15/11                                                | Харків                           | Харків                           | ракетний удар | енергетична та цивільна інфраструктура     | —                                          |
|                                                      |                                  |                                  |               |                                            |                                            |
| 17/11                                                | Запорізька обл., Вільнянськ      | Запорізька обл., Вільнянськ      | С-300         | влучання у житловий будинок                | 10/?                                       |
| 17/11                                                | Дніпро                           | Дніпро                           | Калібр        | цивільна інфраструктура                    | 0/23                                       |
| 18/11                                                | Харків                           | Харків                           | С-300         | цивільна інфраструктура                    | 1/0                                        |
| 18/11                                                | Запорізька обл., Запорізький р-н | Запорізька обл., Запорізький р-н | С-300         | цивільна інфраструктура                    | —                                          |
| 19/11                                                | Харківська обл., Старовірівка    | Харківська обл., Старовірівка    | С-300         | школа                                      | 0/3                                        |
| 20/11                                                | Харківська обл., Купʼянськ       | Харківська обл., Купʼянськ       | С-300         | цивільна інфраструктура                    | —                                          |
| 21/11                                                | Запорізька обл., Запорізький р-н | Запорізька обл., Запорізький р-н | С-300         | цивільна інфраструктура                    | —                                          |
| Масований ракетний обстріл України 23 листопада 2022 |                                  |                                  |               |                                            |                                            |
| 23/11                                                | Запорізька обл., Вільнянськ      | Запорізька обл., Вільнянськ      | С-300         | пологовий будинок                          | 1/2                                        |
|                                                      |                                  |                                  |               |                                            |                                            |
| 24/11                                                | Запорізька обл., Запорізький р-н | Запорізька обл., Запорізький р-н | С-300         | цивільна інфраструктура                    | —                                          |
| 25/11                                                | Донецька обл., Дробишеве         | Донецька обл., Дробишеве         | С-300         | цивільна інфраструктура                    | —                                          |
| 25/11                                                | Донецька обл., Словʼянськ        | Донецька обл., Словʼянськ        | С-300         | цивільна інфраструктура                    | —                                          |
| 26/11                                                | Донецька обл., Часів Яр          | Донецька обл., Часів Яр          | ракетний удар | цивільна інфраструктура                    | 1/2                                        |
| 26/11                                                | Дніпро                           | Дніпро                           | Х-22          | цивільна інфраструктура                    | 1/13                                       |
| 30/11                                                | Запорізька обл., Запорізький р-н | Запорізька обл., Запорізький р-н | С-300         | цивільна інфраструктура                    | —                                          |